# Jules Raucourt
Pour les articles homonymes, voir Raucourt.
Jules Raucourt, né le 8 mai 1890 à Bruxelles et mort le 30 janvier 1967 à Los Angeles, est un acteur belge de cinéma.
Il est connu également sous les noms de Jules Raucort ou Raucourt. Il interprète des rôles pour des films entre 1917 et 1939. Il joue notamment  dans Le Gentilhomme pauvre (1921) d'Armand Du Plessy d'après le scénario du roman paru en 1855 de Hendrik Conscience, produit par Hippolyte De Kempeneer.

## Filmographie partielle
- 1918 : Prunella, de Maurice Tourneur
- 1928 : His Tiger Wife de Hobart Henley
- 1928: The Life and Death of 9413: a Hollywood Extra
- 1934 : Caravane (Caravan), d'Erik Charell
- 1935 : Folies-Bergère, de Marcel Achard et Roy Del Ruth (version française de Folies Bergère de Paris de Roy Del Ruth, 1935)
- 1935 : The Lottery Lover, de Wilhelm Thiele